# Dva dnja čudes
Dva dnja čudes (Два дня чудес) è un film del 1970 diretto da Lev Solomonovič Mirskij.